# Masenqo
Een Masenqo of chira-wata is een eensnarig strijkinstrument dat voornamelijk gebruikt wordt bij traditionele muziek uit Ethiopië en Eritrea.
De vierkante of ruitvormige resonator is gemaakt van vier kleine houten planken die aan elkaar zijn gelijmd en vervolgens zijn bedekt met een uitgerekt perkament of onbewerkte huid. De enkele snaar is meestal gemaakt van paardenhaar en gaat over een brug. Met een grote stemschroef wordt het bereik van het instrument aangepast aan de stem van de zanger